# Kololo
Kololo – wzgórze w granicach administracyjnych stolicy Ugandy - Kampali.
Nazwa Kololo pochodzi od wydarzenia z 1912 roku, gdy władze brytyjskie uwięziły na tej górze wodza ludu Aczoli. Król Rwot Awich lamentując nad swoim losem w areszcie miał krzyczeć w języku luo: An atye kany kololo, co tłumaczy się: Jestem tutaj sam. Słowo kololo następnie przyjęło się na określenie miejsca zesłania władcy, a z czasem całego wzgórza.
Wzniesienie jest współcześnie zamieszkałe przede wszystkim przez najzamożniejszą społeczność miasta. Znajdują się tutaj ekskluzywne rezydencje w stylu kolonialnym, ambasady, a na południowych stokach wzgórza dawny port lotniczy.
Błonia dawnego lotniska na wzgórzu Kololo służą do organizacji imprez sportowych, wystaw, wydarzeń masowych i ceremonii państwowych. M.in. w 1962 roku odbyła się tutaj uroczystość ogłoszenia niepodległości przez Ugandę, a w 1969 roku papież Paweł VI odprawił na tym terenie mszę świętą polową podczas, której konsekrował dwunastu biskupów rzymskokatolickich dla krajów Afryki.